# Veranópolis
Veranópolis es un municipio brasileño del estado de Río Grande del Sur. Es considerada la capital brasileña de la longevidad. También conocida como la Princesa de los Valles.

## Ubicación
Veranópolis está localizada en el valle del río das Antas, donde la temperatura media es de 22 °C en los veranos y grados bajo cero en los inviernos. Ocupa una superficie de 289,4 km² y está a una altitud de 705 metros sobre el nivel del mar. La ciudad está a 160 kilómetros de Porto Alegre, capital del estado, y se accede a ella a través de la ruta RST 470, asfaltada en toda su extensión. Su encuentra a una latitud de 29º 56' Sur y a una longitud de 51° 33' Oeste.

## Otros datos
El nombre de la ciudad viene de "Ciudad del Veraneo". La mayoría de los habitantes descienden de italianos, seguido de polacos y otras etnias. Los primeros habitantes italianos llegaron a partir del año 1884. 
Es indiscutible la calidad de vida de la región, que hace que los habitantes tengan una alta tasa de longevidad.

## Atractivos turísticos
- Parque Cascada de los Monges
- Iglesia Matriz y Gruta de Nuestra Señora de Lourdes
- la Gruta Selvagem
- el puente Ernesto Dornelles
- la Villa Bernardi, donde vivió el escritor Mansueto Bernardi
- Usina Velha
- la Casa de la Cultura
- Mirante da Serra, torre con el primer restaurante giratorio panorámico de todo el Brasil.